# قاعدة الملك فيصل البحرية
قاعدة الملك فيصل البحرية هي قاعدة بحرية عسكرية، تابعة للأسطول الغربي للقوات البحرية الملكية السعودية على البحر الأحمر.